# Jovan Blagojević
Jovan Blagojević (Kirin Serbia: Јован Благојевич; sinh 15 tháng 3 năm 1988) là một cầu thủ bóng đá Serbia thi đấu cho Željezničar Sarajevo.